# El Castellot (Fontanilles)
El Castellot és una obra de Fontanilles (Baix Empordà) inclosa a l'Inventari del Patrimoni Arquitectònic de Catalunya.

## Descripció
Edifici de dues plantes construït amb blocs de pedra i morter de calç, pel que fa l'estructura portant del nucli més antic (únic cos que conserva de l'antic castellot), i teula àrab la coberta a una sola aigua. El sostre de la planta de la planta primera és de cairats de fusta. A la planta baixa, les voltes existents van ser substituïdes més tard per cairats de fusta.
Amb el temps l'antic castell ha anat desapareixent, però paral·lelament s'ha ampliat amb habitatge nou i amb algun cobert. Aquest últim fet amb totxanes i sostre d'uralita. Està situat al cim del pujol de migdia.
Davant la casa hi veiem diverses fragments de murs de poca alçada, que no permeten d'esbrinar amb seguretat el traçat del recinte antic, que devia ocupar tota la part alta del turó. A l'extrem NE es pot veure encara el basament d'una torre circular.

## Història
Actualment, de l'antic edifici només en queda una nau rectangular de dues plantes construïda bàsicament amb argila i les cobertes amb canyes i teules. La casa ha anat creixent a mesura que les necessitats dels seus habitants ho exigien. A principis de segle (1904) es va eliminar la volta que aguantava la nau, però més tard es va haver de reforçar amb contraforts a les parets laterals.